# Selección de fútbol sub-21 de Hungría
La Selección de fútbol sub-23 de Hungría, conocida también como la Selección olímpica de fútbol de Hungría, es el equipo que representa al país en Fútbol en los Juegos Olímpicos y en la Eurocopa Sub-21; y es controlada por la Federación Húngara de Fútbol.

## Palmarés
- Eurocopa Sub-23: 1

1974
- - Finalista: 1

1976

## Estadísticas

### Eurocopa Sub-23
| Año           | Ronda        | Posición     | PJ           | PG           | PE           | PP           | GF           | GC           |
| ------------- | ------------ | ------------ | ------------ | ------------ | ------------ | ------------ | ------------ | ------------ |
| Sin sede 1972 | No participó | No participó | No participó | No participó | No participó | No participó | No participó | No participó |
| Sin sede 1974 | Campeón      | 1.º          | 6            | 3            | 0            | 3            | 12           | 8            |
| Sin sede 1976 | Subcampeón   | 2.º          | 6            | 2            | 2            | 2            | 10           | 9            |
| Total         | 2/3          | 2.º          | 12           | 5            | 2            | 5            | 22           | 17           |

### Eurocopa Sub-21
El torneo es categoría sub-21, pero técnicamente los equipos participantes son de categoría sub-23.
- 1978: Cuartos de final.
- 1980: Cuartos de final.
- de 1982 a 1984: No clasificó.
- 1986: Semifinales.
- de 1988: a 1994: No clasificó.
- 1996: Cuartos de final.
- de 1998: a 2004: No clasificó.
- 2006: Ronda de play-off.
- de 2007: a 2017: No clasificó.

## Gerencia
| Puesto            | Nombre         |
| ----------------- | -------------- |
| Delegado en Jefe  | Vince Annus    |
| Secretario        | Béla Brünyi    |
| Oficial de Prensa | Márton Dinnyés |
| Utilero           | László Hegyesi |

## Cuerpo Técnico
| Puesto                  | Nombre          |
| ----------------------- | --------------- |
| Entrenador              | Antal Róth      |
| Asistente de Entrenador | Gábor Pölöskei  |
| Entrenador de Porteros  | András Pálinkás |
| Doctor                  | Jenő Gyarmati   |
| Fisioterapeuta          | Zsolt Erdős     |